# پراویدنس (اوهایو)
پراویدنس (به انگلیسی: Providence) یک شهر در ایالات متحده آمریکا است که در شهرستان لوکاس، اوهایو واقع شده‌است.